# 선여경
선여경(宣餘慶, 1551년 ∼ ?)은 조선의 무신이다. 본관은 보성(寶城). 자는 경숙(敬叔)·응원(應遠), 호는 도암(道庵)이다.

## 생애
보성 선씨 조도계열 선용신(宣用臣)의 후손이다. 아버지는 선대덕(宣大德)이고, 형은 선여길(宣餘吉)이다.
1583년(선조 16) 별시(別試) 무과에 을과(乙科)로 급제하였다. 선전관(宣傳官), 주부(主簿), 병마절도사(兵馬節度使) 등을 역임하고, 1592년(선조 25) 임진왜란이 일어나자, 어가를 호종(扈從)하였다. 평양성 전투에서 공을 세우고 순절하였다. 선무원종공신(宣武原從功臣)으로 녹훈(錄勳)되었다.

## 사후
전라남도 보성군 득량면 정흥리에 ‘선씨육충유장비(宣氏六忠遺庄碑)’를 세웠다. 사후 숭모재(崇慕齋)에 제향(祭享) 되었다.